# Менконіко
Менконіко (італ. Menconico) — муніципалітет в Італії, у регіоні Ломбардія, провінція Павія.
Менконіко розташоване на відстані близько 420 км на північний захід від Рима, 75 км на південь від Мілана, 45 км на південь від Павії.
Населення — 360 осіб (2014).

## Демографія
Населення за роками:

Станом на 1 січня 2023 року в муніципалітеті офіційно проживало 13 іноземців з 5 країн, серед них 6 громадян країн Євросоюзу та 7 громадян України.

## Сусідні муніципалітети
- Боббіо
- Романьєзе
- Санта-Маргерита-ді-Стаффора
- Варці
- Цаваттарелло